# 偉藤康次
偉藤 康次（いとう こうじ）は、日本の俳優。

## 出演

### テレビドラマ
- 踊る大捜査線 1、2、5、8、9、11話  捜査員 役
- 踊る大捜査線 歳末特別警戒スペシャル
- 女と愛とミステリー 北アルプス山岳救助隊・紫門一鬼 3,5,6,7,8話
- 森村誠一サスペンス 鬼子母の末裔
- ケイゾク 8〜11話
- 弁護士迫まり子の遺言作成ファイル2
- 迷路
- 花嫁は16才!
- 蘇える金狼
- 八丁堀の七人 5、6、9話
- 美少女H 20話
- ドリーム〜90日で1億円〜
- ガラスの仮面 第9話「切なすぎる初恋…誰かが私を狙ってる!?」（1997年9月1日、テレビ朝日）
- 十津川警部シリーズ25

### 映画
- 踊る大捜査線 THE MOVIE  本庁捜査員2 役
- 踊る大捜査線 THE MOVIE 2 レインボーブリッジを封鎖せよ!
- 踊る大捜査線 BAYSIDE SHAKEDOWN 2

| スタブアイコン | サブスタブ | この項目は、まだ閲覧者の調べものの参照としては役立たない、俳優（男優・女優）に関連した書きかけの項目です。この項目を加筆・訂正などしてくださる協力者を求めています（P:映画/PJ芸能人）。 |